# Frédéric Vasseur
Frédéric Vasseur, född 28 maj 1968, är en fransk ingenjör som är stallchef för det italienska Formel 1-stallet Scuderia Ferrari sedan december 2022.

## Bakgrund
Vasseur avlade examen i flyg- och rymdteknik vid École supérieure des techniques aéronautiques et de construction automobile (ESTACA). År 1996 grundade han racingstallet ASM och inledde på direkten ett samarbete med biltillverkaren Renault, för att tävla i franska Formel 3 där de vann mästerskapet 1998 med föraren David Saelens.
På 2000-talet började man också att tävla i Formula 3 Euro Series där förarna var bland andra Paul di Resta, Jamie Green, Romain Grosjean och Lewis Hamilton. År 2004 gick Vasseur ihop med Nicolas Todt och grundade racingstallet ART Grand Prix för att tävla i GP2 Series. De förare som körde för ART var bland andra Lewis Hamilton, Nico Hülkenberg, Nico Rosberg, George Russell och Stoffel Vandoorne.
I oktober 2012 grundade han företaget Spark Racing Technology och blev tilldelad, av det internationella motorsportsförbundet Fédération Internationale de l'Automobile (FIA), att bygga eldrivna racingbilar till Formel E, som började tävla 2014.
I december 2015 meddelade Renault att de skulle återvända till F1 efter fem års uppehåll och åter bli ett fabriksstall från och med säsongen 2016. I februari 2016 blev det offentligt att Renault hade utsett Vasseur som stallchef för F1-stallet, men det varade bara säsongen ut innan han lämnade. Enligt uppgifter var det främst på grund av meningsskiljaktigheter med Cyril Abiteboul, VD för Renaults motorsportavdelning.
I juli 2017 blev han utsedd till att vara VD för österrikiska Sauber Motorsport AG och stallchef för deras F1-stall. I februari 2019 blev det officiellt att Alfa Romeo Racing skulle ersätta Sauber i F1 och Vasseur fortsatte som stallchef för det nya F1-stallet.
I december 2022 ersatte Vasseur Mattia Binotto som stallchef för Scuderia Ferrari.